# Debabrata Biswas
Debabrata Biswas (bengalí: দেবব্রত বিশ্বাস) (Kishoreganj, 22 de agosto de 1911-Calcuta, 18 de agosto de 1980), también conocido como George Biswas (bengalí: জর্জ বিশ্বাস) o George-da (bengalí: জর্জদা), fue un cantante indio.

## Biografía
Nació en 1911 en Barishal y más adelante llegó a Kishorgonj, distrito de Mymensing, cuando esta era colonia británica.

## Carrera
Su música, aunque no siempre fue técnicamente impecable, fue notable por su profundidad excepcional en su expresión emocional, que incursionaba en lo dramático. Sus grabaciones como gramófono, interpretaba sus temas musical de la música tradicional Tagore, lanzado a principios de 1940. Demostró su expresión conmovedora, con una melodía estrictamente apegada a las reglas y normas de la tradición, en las que fueron escritas y no escritas por el. Debabrata  se sintió obligado para darse a conocer como cantante a principios de la década de los años 1960, además siendo uno de los artistas más aclamados por la mayoría del público en 1969. El poder de su voz y  modulación, fueron considerados increíbles, gracias a su expresión emocional abierta e incluso así mismo. Su voz en este período, demostró con una mayor variedad de su expresión emocional. Entre sus éxitos más conocidos son Akash bhora surjo tara, Je ratey mor duarguli, Pinakete lagey tonkar, Tomar kache ebor magi, Chokher jole laglo joar o Swapne amar mone holo, entre otros.
Ha interpretado también temas musicales cantados en otros idiomas como en inglés, alemán, francés y ruso. Se formó en Ramakrishna Mission, un Instituto de Culturas, en Kolkata para aprendizaje de lenguas extranjeras.